# Kalahari
Kalahari (afrikaans: Dorsland) je pustinja u južnoj Africi. Površina joj je oko 900,000 km ² i prostire se na većem djelu Bocvane i dijelovima Namibije i Južnoafričke Republike. Jedina rijeka koja prolazi pustinjom je Okavango, koja teče prema sjeverozapadu, s bogatim biljnim svijetom.
Kalahari je pustinja bogata ugljenom i uranijem. Jedan od najvećih rudnika dijamanata u svijetu se nalazi u Orapi, u sjeveroistočnom djelu pustinje.

## Vanjske poveznice
Sestrinski projekti
|  | Zajednički poslužitelj ima stranicu o temi Kalahari    |
|  | Zajednički poslužitelj ima još gradiva o temi Kalahari |